# Sousa chinensis
El delfín rosado de Hong Kong (Sousa chinensis) es una especie de cetáceo odontoceto de la familia Delphinidae. Esta especie habita en el Sudeste Asiático, entre el Golfo de Bengala, la costa sur de Indonesia y la costa oeste de Taiwán. El delfín rosado chino ha sido separado por estudios filogenéticos del delfín giboso índico (Sousa plumbea), que habita desde las costas de África a las de India y del delfín jorobado australiano (Sousa sahulensis), que se pensaba que era una subespecie del anterior hasta 2014.

## Descripción
Al igual que el delfín giboso atlántico (S. teuszii) presenta una joroba de tejido adiposo bajo la aleta dorsal. Mide aproximadamente 2 metros de largo. Su fórmula dentaria es 26-38/26-38. Nace presentando la piel negra, pero con el tiempo va cambiando hasta adquirir la coloración rosada de los adultos.
Es inteligente y muy sociable. Se relacionan fácilmente con los humanos, especialmente con aquellos que se desplazan en embarcaciones pequeñas. Durante el apareamiento nadan con la parte ventral hacia la superficie, cerca de la orilla del río. Su reproducción depende del nivel estacional de las aguas. 

## Conservación
Esta amenazada por la contaminación, las redes de pesca y las presas hidroeléctricas. Debido a la vulnerabilidad de la especie se han tomado medidas para su protección en todos los países que habita. Algunas muertes de delfines rosados ocurren por envenenamiento por mercurio del ambiente, debido a que, en las minas de oro, el mercurio se utiliza para separar el oro de roca circundante.